# Halammohydra neglecta
Halammohydra neglecta är en nässeldjursart som beskrevs av Clausen. Halammohydra neglecta ingår i släktet Halammohydra och familjen Halammohydridae. Arten är reproducerande i Sverige. Inga underarter finns listade i Catalogue of Life.